# Krystyna Panasik
Krystyna Panasik (ur. 26 lutego 1936 w Zelwie na Kresach Wschodnich, od 1991 Białoruś; zm. 22 lutego 2012 w Bydgoszczy) – artystka rzeźbiarka, malarka, dziennikarka.

## Życiorys
W ramach repatriacji przybyła do Grudziądza. Do czasu powrotu rodziców (1956) mieszkała z rodziną swego stryja. Egzamin maturalny zdała w II Liceum Ogólnokształcącym w Grudziądzu, a następnie rozpoczęła studia artystyczne. 

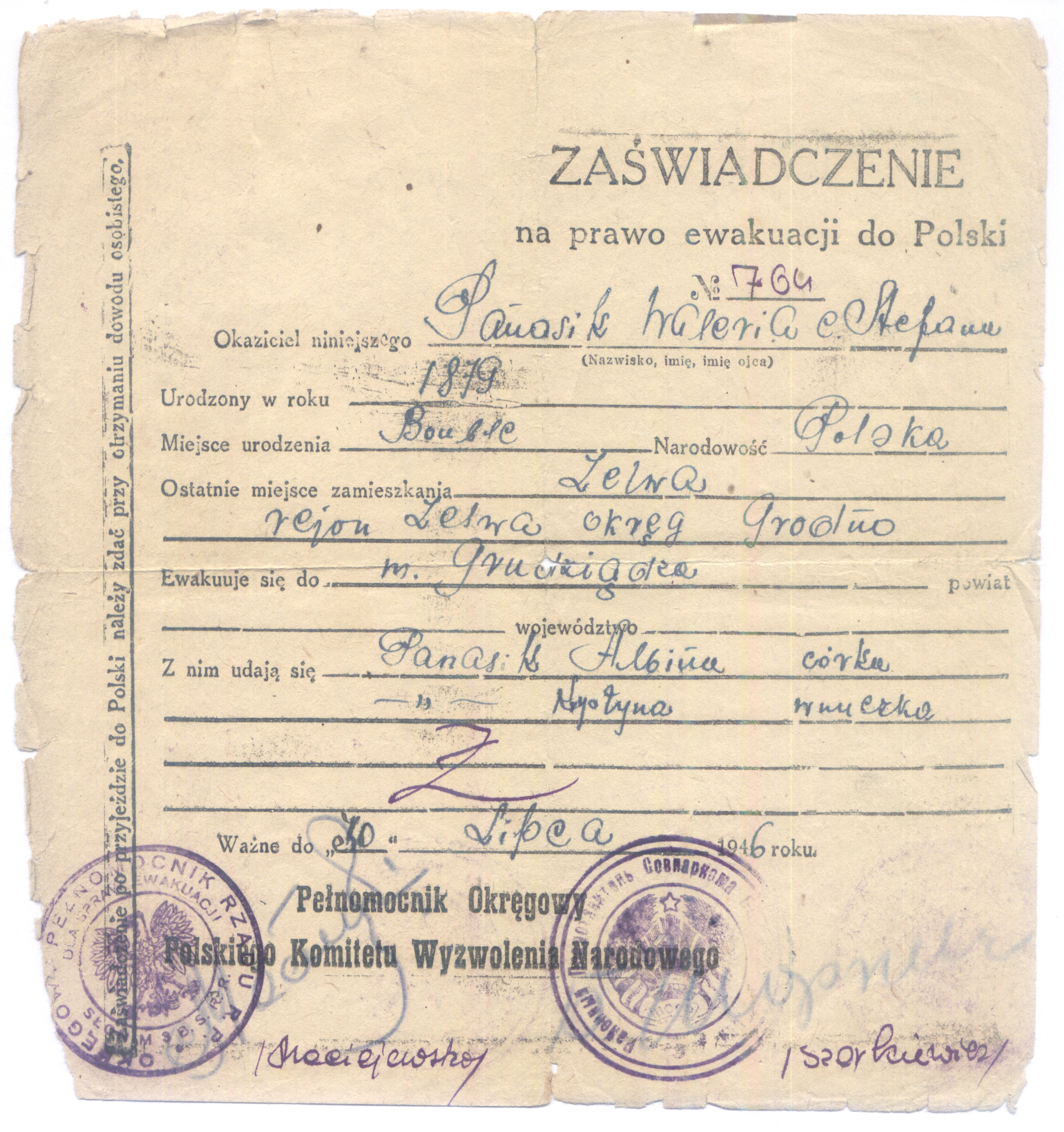
Zaświadczenie na prawo ewakuacji do Polski

Studiowała na Uniwersytecie Mikołaja Kopernika w Toruniu na wydziale malarstwa pod kierunkiem prof. Tymona Niesiołowskiego i prof. Stanisława Borysowskiego, w Gdańsku w PWSSP na wydziale rzeźby pod kierunkiem prof. Stanisława Horno-Popławskiego i prof. Alfreda Wiśniewskiego oraz w PWSSP w Poznaniu pod kierunkiem prof. Bazylego Wojtowicza, gdzie w 1968 r. uzyskała dyplom z wyróżnieniem. Uprawiała rzeźbę, medalierstwo, malarstwo, rysunek. W latach 1961–1963 zajmowała się dziennikarstwem.
W roku 1970 Krystyna Panasik osiadła na stałe w Bydgoszczy, wiążąc się z tamtejszym środowiskiem artystów plastyków.
Była autorką 15 wystaw indywidualnych w Polsce. Za granicą wystawiała prace m.in. w Syrii w Damaszku, w Danii w Kopenhadze, w Niemczech w Norymberdze. Rzeźby, gwasze i rysunki autorstwa Krystyny Panasik znajdują się w galerii „ZAR” w Warszawie, BWA w Bydgoszczy, muzeum w Czerkasach (Ukraina), muzeum na Majdanku, Łazienkach Królewskich, galerii „TdT” w Norymberdze oraz w zbiorach prywatnych w Polsce, w USA, Kanadzie, Australii, Austrii, Niemczech, Holandii, Francji i we Włoszech.
W 2010 wzięła ślub z nauczycielem, Marianem Kusiem. Zmarła pozostawiając męża. Pochowana została na cmentarzu komunalnym przy ul. Wiślanej w Bydgoszczy.
W 2021 ustanowiono odznakę turystyczną „Znani Bydgoszczanie – Krystyna Panasik” jako trzecią odznakę z tego cyklu.

## Wystawy
Wystawy indywidualne
- 1970 – wystawa gwaszy, KMPiK, Grudziądz

- 1972 – wystawa gwaszy, mały salon sztuki, Bydgoszcz

- 1974 – wystawa rzeźby, mały salon sztuki, Bydgoszcz

- 1974 – wystawa gwaszy kawiarnia „Pomorzanka”, Bydgoszcz

- 1975 – wystawa rzeźby, Galeria im. X. Dunikowskiego, Warszawa

- 1976 – wystawa rzeźby, KMPiK, Bydgoszcz

- 1980 – wystawa rzeźby, klub „Medyk”, Bydgoszcz

- 1993 – wystawa rzeźby, klub „Arka”, Bydgoszcz

- 1994 – wystawa gwaszy w Kolonii (Niemcy)

- 1996 – wystawa gwaszy, klub „Medyk”, Bydgoszcz

- 1998 – wystawa gwaszy, galeria „Ratusz”, Inowrocław

- 2000 – wystawa gwaszy i rzeźby, galeria BWA, Bydgoszcz

- 2001 – wystawa malarstwa i rzeźby, klub POW, Bydgoszcz

- 2005 – wystawa malarstwa i rzeźby, galeria „Nad Brdą” WSG, Bydgoszcz

- 2012 – wystawa malarstwa i rzeźby, galeria „Kantorek” BWA, Bydgoszcz

- 2013 – wystawa malarstwa i rzeźby Pro Memoria, galeria „Nad Brdą” WSG, Bydgoszcz

Udział w wystawach ogólnopolskich
- 1984 – wystawa rzeźby, galeria „ZAR”, Warszawa

- 1986 – wystawa plastyki „Salon zimowy” BWA, Radom

- 1986 – wystawa II zimowy salon rzeźby, galeria „ZAR”, Warszawa

- 1986 – wystawa „Rysunek rzeźbiarzy”, centrum rzeźby polskiej, Orońsko

- 1986 – wystawa plastyki „Przeciw wojnie”, muzeum na Majdanku

- 1987 – wystawa medalierstwa „Przeciw wojnie”, Warszawa

- 1989 – międzynarodowe triennale rzeźby portretowej, Sopot

- 1991 – I Biennale Sztuki „ARS 91”, Warszawa

Udział w wystawach środowiskowych
- 1968 – wystawa rzeźby artystów poznańskich „Merkury”, Poznań

- 1970 – wystawa rzeźby artystów poznańskich „Merkury”, Poznań

- 1984 – wystawa rzeźby i malarstwa stypendystów KPTK, galeria PSP, Bydgoszcz

- 1989 – 1993 (corocznie) bydgoskie targi sztuki, BWA, Bydgoszcz

- 1994 – II biennale sztuki bydgoskiej, BWA, Bydgoszcz

- 1996 – III biennale sztuki bydgoskiej, BWA, Bydgoszcz

- 1998 – IV biennale sztuki bydgoskiej, BWA, Bydgoszcz

Udział w plenerach i poplenerowych prezentacjach rzeźbiarskich
- 1971–1972 – plenery rzeźbiarskie w Biskupinie (zrealizowanych 10 rzeźb przestrzenny w drewnie, metalu i kamieniu)

- 1976 – I lokalny plener rzeźbiarski, Ciechocinek

- 1977 – ogólnopolski plener rzeźbiarski, Tuchola

- 1977–1978 – ogólnopolskie plenery rzeźbiarskie, Ciechocinek

- 1979 – ogólnopolski plener rzeźbiarski, Inowrocław

## Realizacje rzeźbiarskie
- 1972 – płaskorzeźba w drewnie dla ATR, Bydgoszcz

- 1974 – płaskorzeźba w drewnie dla biblioteki miejskiej, Bydgoszcz

- 1974 – rzeźba parkowa dla Spółdzielni Mieszkaniowej, Bydgoszcz

- 1976 – płaskorzeźba w drewnie dla Liceum Ogólnokształcącego w Świeciu nad Wisłą

- 1976 – obelisk poświęcony jeńcom i więźniom, którzy zginęli przy budowie i produkcji D.A.G. Fabrik Bromberg (1939-1945), Bydgoszcz

- 1978 – płaskorzeźba w drewnie dla ośrodka wczasowego w Okoninach

- 1987 – tablica pamiątkowa poświęcona kompozytorowi Zygmuntowi Moczyńskiemu, Bydgoszcz

- 1993 – pomnik Marii Konopnickiej, Bydgoszcz (brąz)

- 1995 – tablica pamiątkowa poświęcona gen. Henrykowi Dąbrowskiemu, Bydgoszcz

- 1997 – Pietà – rzeźba w drewnie, kościół garnizonowy, Bydgoszcz

## Nagrody i odznaczenia
- 1976 – medal pamiątkowy miasta Żnina za wkład pracy w rozwoju kultury na ziemi pałuckiej

- 1976 – nagroda z okazji XXX-lecia ZPAP w Bydgoszczy za działalność twórczą i popularyzatorską

- 1976 – medal „Plenery ziemi bydgoskiej” za działalność twórczą

- 1994 – wyróżnienie w konkursie „Australia w rysunku i grafice”

- 1995 – honorowa srebrna odznaka Towarzystwa im. Marii Konopnickiej w Warszawie